# Lijst van schilderijen in het Rijksmuseum Amsterdam/Da-Dm
Lijst van schilderijen in het Rijksmuseum Amsterdam met werken van schilders van wie de achternaam begint met de letters Da t/m Dm. Vermeldingen in het grijs geven aan dat het werk geen deel meer uitmaakt van de collectie van het Rijksmuseum, bijvoorbeeld omdat het in bruikleen gegeven is aan een andere instelling of omdat het teruggegeven is aan de bruikleengever.
| Inventarisnummer | Toeschrijving                            | Titel | Datering      | Afbeelding |
| ---------------- | ---------------------------------------- | --- | ------------- | ---------- |
| SK-A-4993        | Jan Frans van Dael                       | Stilleven met rozen en een vogelnestje                                                                                | 1779-1840     |            |
| SK-C-124         | Alexander Joseph Daiwaille               | Sneeuwlandschap | 1845          |            |
| SK-A-1952        | Jean Augustin Daiwaille                  | Portret van Hendrik van Demmeltraadt                                                                                  | 1810-1819     |            |
| SK-C-530         | Jean Augustin Daiwaille                  | Portret van Pieter Barbiers Pz.                                                                                       | 1810-1830     |            |
| SK-A-1618        | Jean Augustin Daiwaille                  | Zelfportret | 1810-1850     |            |
| SK-A-1845        | Jean Augustin Daiwaille                  | Portret van Jan Blanken Jr.                                                                                           | 1820-1838     |            |
| SK-A-1991        | Toegeschreven aan Cornelis van Dalem     | Kerkinterieur met Christus predikend voor een menigte                                                                 | 1545-1570     |            |
| SK-A-4293        | Naar Cornelis van Dalem                  | De legende van de bakker van Eekloo                                                                                   | 1550-1650     |            |
| SK-A-790         | Dirk Dalens I                            | Arcadisch landschap met herders en vee                                                                                | 1625-1676     |            |
| SK-A-1593        | Pieter Danckerts de Rij                  | Portret van een jonge man met spies en jachthoorn                                                                     | 1635          |            |
| SK-C-1748        | René Daniëls                             | Cocoanuts | 1982          |            |
| SK-A-5056        | René Daniëls                             | Cocoanuts | 1982          |            |
| SK-A-2229        | Charles Dankmeijer                       | Portret van Johannes Bosboom                                                                                          | Ca. 1880      |            |
| SK-C-125         | Jan Dasveldt                             | Siberische windhond                                                                                                   | 1825          |            |
| SK-C-126         | Jan Dasveldt                             | Twee honden | 1810-1855     |            |
| SK-A-2886        | Charles-François Daubigny                | Landschap | 1840-1878     |            |
| SK-A-1867        | Charles-François Daubigny                | Strand bij eb | 1850-1878     |            |
| SK-A-1868        | Charles-François Daubigny                | Oktober | 1850-1878     |            |
| SK-A-2885        | Charles-François Daubigny                | Boomgaard | 1865-1869     |            |
| SK-A-2288        | Charles-François Daubigny                | Landschap aan de Oise                                                                                                 | 1872          |            |
| SK-A-2884        | Charles-François Daubigny                | Zeegezicht | 1876          |            |
| SK-A-1869        | Honoré Daumier                           | Christus en zijn discipelen                                                                                           | 1830-1879     |            |
| SK-A-2980        | Honoré Daumier                           | De voorlezing | 1857          |            |
| SK-A-3134        | Gerard David                             | Buitenzijde van de linkervleugel van een drieluik met een bosgezicht                                                  | Ca. 1505-1515 |            |
| SK-A-3135        | Gerard David                             | Buitenzijde van de rechtervleugel van een drieluik met een bosgezicht                                                 | Ca. 1505-1515 |            |
| SK-A-1870        | Alexandre-Gabriel Decamps                | De truffelzoeker | 1830-1860     |            |
| SK-C-857         | Cornelis Gerritsz. Decker                | Weverswerkplaats | 1659          |            |
| SK-A-2562        | Cornelis Gerritsz. Decker                | Weverswerkplaats | 1659          |            |
| SK-C-1478        | Frans Decker                             | Portret van Willem Philip Kops met zijn vrouw en kinderen                                                             | 1738          |            |
| SK-A-5065        | Jan van Deene                            | Peinture VII | 1913          |            |
| SK-A-5012        | Ad Dekkers                               | Variatie op cirkels IV                                                                                                | 1965-1967     |            |
| SK-A-5010        | Ad Dekkers                               | Reliëf met segment | 1967          |            |
| SK-A-1871        | Eugène Delacroix                         | Christus in Gethsemané                                                                                                | 1861          |            |
| SK-A-4992        | Dirck van Delen                          | Beeldenstorm in een kerk                                                                                              | 1630          |            |
| SK-A-3936        | Dirck van Delen                          | Een galerij. Onderdeel van een zevendelige kamerbeschildering                                                         | 1630-1632     |            |
| SK-A-3937        | Dirck van Delen                          | Een galerij. Onderdeel van een zevendelige kamerbeschildering                                                         | 1630-1632     |            |
| SK-A-3938        | Dirck van Delen                          | Een interieur. Onderdeel van een zevendelig kamerbeschildering                                                        | 1630-1632     |            |
| SK-A-3939        | Dirck van Delen                          | Een buitentrap (rechterhelft van de voorstelling). Onderdeel van een zevendelige kamerbeschildering                   | 1630-1632     |            |
| SK-A-3940        | Dirck van Delen                          | Een buitentrap (linkerhelft van de voorstelling). Onderdeel van een zevendelige kamerbeschildering                    | 1630-1632     |            |
| SK-A-3941        | Dirck van Delen                          | Een buitentrap (linkerhelft van de voorstelling)                                                                      | 1630-1632     |            |
| SK-A-3942        | Dirck van Delen                          | Een buitentrap (rechterhelft van de voorstelling)                                                                     | 1630-1632     |            |
| SK-C-1799        | Dirck van Delen en Anthonie Palamedesz.  | Interieur van een gotische kerk                                                                                       | 1641          |            |
| SK-A-2352        | Dirck van Delen                          | Een familiegroep bij het praalgraf van prins Willem I in de Nieuwe Kerk te Delft                                      | 1645          |            |
| SK-A-4246        | Toegeschreven aan Dirck van Delen        | Interieur met vijf dames                                                                                              | Ca. 1630-1652 |            |
| SK-C-424         | Cornelis Jacobsz. Delff                  | Schutters van Rot F van de Kloveniersdoelen te Amsterdam                                                              | 1557          |            |
| SK-A-779         | Cornelis Jacobsz. Delff                  | De hoenderkoopman | 1620-1643     |            |
| SK-A-1907        | Jacob Willemsz. Delff (I)                | Portret van een jongetje                                                                                              | 1581          |            |
| SK-A-841         | Jacob Willemsz. Delff (I)                | Portret van Paulus Cornelisz. van Beresteyn                                                                           | 1592          |            |
| SK-A-1460        | Jacob Willemsz. Delff (I)                | Zelfportret van de schilder met zijn gezin                                                                            | 1594          |            |
| SK-A-843         | Jacob Willemsz. Delff (II)               | Portret van een man, vermoedelijk Salomon van Schoonhoven, ruwaard van Putten                                         | 1643          |            |
| SK-A-861         | Jacob Willemsz. Delff (II)               | Portret van Geertruyt, Margriet en Anna Delff                                                                         | 1660          |            |
| SK-A-1024        | Édouard Delvaux                          | Landschap bij de Sambre                                                                                               | 1826-1828     |            |
| SK-A-3958        | Toegeschreven aan Pierre-Antoine Demachy | Gezicht op de Engelenburcht te Rome                                                                                   | 1750-1800     |            |
| SK-A-1442        | Balthasar Denner                         | Portret van een vrouw                                                                                                 | 1731          |            |
| SK-A-770         | Balthasar Denner                         | Portret van een man, vermoedelijk Cornelis Troost                                                                     | 1737          |            |
| SK-A-3470        | Antoon Derkinderen                       | De bouw van het schip Argo                                                                                            | 1901-1911     |            |
| SK-A-2739        | Gijsbertus Derksen                       | Portret van Johannes Gijsbert Vogel                                                                                   | 1910          |            |
| SK-A-2822        | Frans Deutmann                           | Landschap met een geit die knabbelt aan een struik                                                                    | 1887-1915     |            |
| SK-A-1025        | Willem Anthonie van Deventer             | Strandgezicht bij Katwijk aan Zee                                                                                     | 1860          |            |
| SK-A-3846        | Willem Anthonie van Deventer             | Zeegezicht aan de kust                                                                                                | 1845-1880     |            |
| SK-A-3465        | Giacinto Diano                           | De grootmoedigheid van Scipio                                                                                         | 1765-1770     |            |
| SK-A-1872        | Narcisse Díaz de la Peña                 | idylle | 1853          |            |
| SK-A-1873        | Narcisse Díaz de la Peña                 | Stilleven met witte en rode rozen                                                                                     | 1860-1876     |            |
| SK-A-2887        | Narcisse Díaz de la Peña                 | Na het bad | 1860-1876     |            |
| SK-A-2701        | Narcisse Díaz de la Peña                 | Het bos van Fontainebleau                                                                                             | 1871          |            |
| SK-A-2366        | Christiaen van Dielaert                  | Stilleven | 1666          |            |
| SK-A-1574        | Abraham Diepraam                         | De gelagkamer | 1665          |            |
| SK-A-2503        | Jeronymus van Diest (II)                 | Riviergezicht | 1650-1675     |            |
| SK-A-121         | Jeronymus van Diest (II)                 | Gezicht op de Merwede voor Dordrecht                                                                                  | 1660          |            |
| SK-A-1389        | Jeronymus van Diest (II)                 | Het opbrengen van het Engelse admiraalsschip de 'Royal Charles', buitgemaakt tijdens de tocht naar Chatham, juni 1667 | 1667-1672     |            |
| SK-A-2804        | Johan van Diest                          | Portret van Anna Margaretha van Petcum                                                                                | 1690-1720     |            |
| SK-A-1382        | Toegeschreven aan Willem van Diest       | Zeegezicht aan het strand te Scheveningen                                                                             | 1640-1660     |            |
| SK-A-1026        | Gustav-Adolphe Diez                      | Hebe met Jupiter in de gedaante van een adelaar                                                                       | 1826          |            |
| SK-A-3300        | Abraham van Dijck                        | Oude vrouw met boek                                                                                                   | 1646-1672     |            |
| SK-A-892         | Philip van Dijk                          | Portret van Cornelis van Ceters                                                                                       | 1700-1753     |            |
| SK-A-893         | Philip van Dijk                          | Portret van Aernout van Citters, heer van Gapinge                                                                     | 1700-1753     |            |
| SK-A-895         | Philip van Dijk                          | Portret van Adriaen Parduyn                                                                                           | 1700-1753     |            |
| SK-A-1435        | Philip van Dijk                          | Het vogelnestje | 1700-1753     |            |
| SK-A-2060        | Philip van Dijk Naar Godfrey Kneller     | Portret van Aernout van Citters                                                                                       | 1700-1753     |            |
| SK-A-896         | Philip van Dijk                          | Portret van Caspar Adriaen Parduyn                                                                                    | 1705-1753     |            |
| SK-C-1647        | Philip van Dijk                          | Luitspeelster | Ca. 1710      |            |
| SK-A-897         | Philip van Dijk                          | Portret van Maria van Citters                                                                                         | 1725-1753     |            |
| SK-A-1647        | Philip van Dijk                          | Portret van Isaac Parker                                                                                              | 1734          |            |
| SK-A-1648        | Philip van Dijk                          | Portret van Justina Johanna Ramskrammer                                                                               | 1734          |            |
| SK-A-898         | Philip van Dijk                          | Portret van Adriaen Caspar Parduyn                                                                                    | 1735-1753     |            |
| SK-A-1649        | Philip van Dijk                          | Portret van Isaac Parker, zijn echtgenote Justina Johanna Ramskrammer en hun zoontje Willem Alexander                 | 1742          |            |
| SK-A-1778        | Philip van Dijk                          | Portret van Berend van Iddekinge, zijn echtgenote Johanna Maria Stichterman en hun zoontje Jan Albert                 | 1744-1748     |            |
| SK-A-3588        | Gerrit Willem Dijsselhof                 | Weidelandschap aan het Spaarne                                                                                        | 1890-1919     |            |
| SK-A-2889        | Gerrit Willem Dijsselhof                 | Goud- en zilvervisjes in een aquarium                                                                                 | 1890-1922     |            |
| SK-A-2890        | Gerrit Willem Dijsselhof                 | Tulpenvelden | 1890-1922     |            |
| SK-A-4678        | Gerrit Willem Dijsselhof                 | Vissen in een aquarium                                                                                                | 1890-1924     |            |
| SK-A-3587        | Gerrit Willem Dijsselhof                 | Najaarsdag | Ca. 1895-1915 |            |
| SK-A-3586        | Gerrit Willem Dijsselhof                 | Snoeken en baarzen in een aquarium                                                                                    | 1910-1920     |            |
| SK-A-3417        | Toegeschreven aan Gaspare Diziani        | De aanbidding der koningen                                                                                            | 1705-1760     |            |